# Ferdinand Reich
Ferdinand Reich (ur. 19 lutego 1799 w Bernburgu, zm. 27 kwietnia 1882 we Freibergu) – niemiecki chemik, fizyk oraz mineralog znany jako odkrywca pierwiastka chemicznego ind. 

## Życiorys

### Praca zawodowa
Ukończył studia na Uniwersytecie w Lipsku, a następnie Technische Universität Bergakademie Freiberg (jego wykładowcą był np. Abraham Gottlob Werner). Odbył także studia w Getyndze (1822) oraz Paryżu (1823-1824). Od 1824 roku pełnił funkcję inspektora Akademii we Freibergu. W 1827 roku został profesorem fizyki we Freiberger Oberhüttenamt. W 1864 roku został członkiem Królewskiego Saksońskiego Towarzystwa Nauk. W 1866 roku przeszedł na emeryturę. W tym samym roku został włączony w poczet Niemieckiej Akademii Przyrodników Leopoldina. Posiadał także tytuł doktora honoris causa Uniwersytetu w Lipsku. Zmarł w 1882 roku.

### Odkrycie indu
W 1863 roku podczas pracy uzyskał żółty osad z niektórych rud cynku. Przekonany, że w badanej przez niego blendzie cynku znajduje się coś interesującego, poprosił swojego asystenta Theodora Richtera o zbadanie go spektroskopowo (Reich był daltonistą). Znaleźli oni w badanej substancji nową linię w ciemnoniebieskim regionie, która potwierdziła przekonanie Reicha; nowy element został nazwany indem po charakterystycznej dla widma linii koloru jaskrawego indygo.